# Biocid
Biocider er emner som kan slå levende organismer ihjel. Biocider betegnes ofte med et prefiks som angiver typen af organisme som midlet er virksomt mod, for eksempel pesticid (skadedyr), fungicid (svampe), algicid (alger), rodenticid (rotter), insekticid (insekter), baktericid (bakterier).
En baktericid bekæmper bakterier, men behøver ikke nødvendigvis udrydde andre typer af mikroorganismer. Germicida er biocider som bekæmper et bredt spektrum af mikroorganismer som bakterier, svampe, parasitter og virus.